# Collix stenoplia
Collix stenoplia är en fjärilsart som beskrevs av Louis Beethoven Prout 1929. Collix stenoplia ingår i släktet Collix och familjen mätare. Inga underarter finns listade i Catalogue of Life.